# João Custódio da Luz
João Custódio da Luz (Rio do Sul, 26 de agosto de 1919 – 30 de maio de 1995) é um político brasileiro.

## Vida
Filho de Avelino Custódio da Luz e de Esmira Custódio da Luz. Casou com Elvira Custódio da Luz.

## Carreira
Foi deputado à Assembleia Legislativa de Santa Catarina na 5ª legislatura (1963 — 1967), como suplente convocado, eleito pelo Partido Social Democrático (PSD), na 6ª legislatura (1967 — 1971), e na 7ª legislatura (1971 — 1975), eleito pela Aliança Renovadora Nacional (ARENA).